# Cola-Fröschli
 (août 2025).
Pour les articles homonymes, voir Cola.
Cola-Fröschli, également Goggifröschli, écrit Goggi-Fröschli, Goggifröschli, Coci-Fröschli ou Cocifröschli, est un bonbon dur suisse en forme de grenouille au goût de cola. Le Cola-Fröschli est produit depuis 1938 et a été ajouté à la liste du patrimoine culinaire suisse en 2008,,.

## Histoire
L'importateur automobile Max Stooss a découvert la boisson Coca-Cola lors d'un voyage d'affaires aux États-Unis et a décidé de l'importer en Suisse. Le 6 mars 1936, il reçoit les droits de licence production de Coca-Cola en Suisse occidentale pour les cantons de Vaud, Genève et Fribourg, ainsi qu'une option pour une durée de cinq ans pour toute la Suisse.
En 1938, André (en réalité Andreas) Klein, originaire de Meiringen, commença à transposer la saveur de la boisson dans une confiserie au Läckerli Huus de Bâle. Il utilisa du sucre, du sirop de glucose, de l'eau et du sirop de caramel, et chauffa ce mélange avec un arôme de cola à 130 °C. Il façonna la masse encore molle en forme de grenouilles couchées, espérant ainsi plaire particulièrement aux enfants. Le refroidissement donna naissance à des bonbons durs de cinq grammes.
En 2015, Läckerli Huus vendit la marque traditionnelle à Egli Import AG à Effretikon. Le Fröschli au Cola est toujours produit dans la région de Bâle-Campagne selon la même recette.

## Variantes
Le Fröschli au Cola original représentait environ 90 % des ventes. Les Fröschli à la Framboise, au Citron et au Caramel étaient également produits, mais leur production a depuis été arrêtée. Le Fröschli est disponible toute l'année dans toute la Suisse, en kiosque et en boulangerie, au poids ou à la pièce. Le Fröschli au Cola classique est également disponible en sachet de 140 grammes et en paquet de 1,2 kg.

## Dans la culture populaire
- L’écrivain Philipp Gurt, dans son livre « Engadiner Teufel », évoque le cola-fröschli[5].